# 善養院 (世田谷区)
善養院（ぜんよういん）は、東京都世田谷区新町にある寺院。曹洞宗に属し、豪徳寺の末寺として元和2年（1616年）に創建されたと伝えられる。江戸時代と明治時代の計2回、火事で全焼したが、明治8年（1884年）に再建された。本堂及び庫裏は、平成20年（2008年）に世田谷区登録有形文化財に登録された。
この寺院には、古狸と和尚が意地を張り合う「善養院のちんちろりん」という昔話が伝わっている。

## 歴史
善養院は大山街道の南に位置する。江戸時代後期の文政11年（1828年）に成立した地誌『新編武蔵風土記稿』巻之四十八、荏原郡之条では、「本堂七間に五間なり、（中略）薬師堂本堂の向にあり」と記述し、所在地については「世田ケ谷村枝郷新町村」とし、傍らに稲荷社の小祠があるとしている。
明治5年（1872年）の『禅臨済宗・禅曹洞宗・禅黄檗宗本末一派寺院明帳II』及び明治10年（1877年）の『曹洞宗明細簿』によれば、元和2年(1616年)に大場豊前守義陸という人物が開基し、門解蘆関（承応3年2月13日遷化）が承応2年（1653年）10月に開山した。蘆関は豪徳寺第2世であり、善養院は豪徳寺の末寺である。開基と開山について、『新編武蔵風土記稿』巻之四十八、荏原郡之条では「開基ハ家嶽善養庵主トイヘリ」、「開山ハ明壺麟鏡和尚。寛永九年九月十二日寂セリ」と記述している。ただし、「家嶽善養庵主」という人物のことについては「イカナル者ニヤ、ソノ詳ナルコトヲ伝ヘズ」とも記述しており、詳細は不明である。
善養院は寺伝によれば、万延元年（1860年）2月と明治5年（1872年）の2回、火事で全焼した。万延元年の火事の後、檀家の人々は寄付を募り、文久3年（1863年）に再建を果たした。この時に記された『旦中勧化取立覚帳』という書類があり、当時の檀家の人々の尽力を知ることができる。しかし、明治5年にまたも火事で焼失したため廃寺となった。
明治8年（1875年）8月、当時の住職大場真成和尚が豪徳寺第27世大溪雪厳和尚の援助を受けて善養院を再建した。善養院の本堂は、寺伝によると豪徳寺境内にあった井伊家墓参の休憩所（照心堂）を譲り受けて再建したものとされていた。豪徳寺側の資料では、照心堂は休憩所ではなく経蔵であり、明治7年（1874年）から明治9年（1876年）の間に豪徳寺所有の不動産から書類上除去された上で、末寺の善養院に移築されたと推定されている。その他に雪厳は如意輪観世音菩薩木像や誕生仏、香炉や半鐘などを寄付するなど、寺の整備に大きな役割を果たした。
善養院の本堂は、昭和10年（1935年）に総工費4万2,000円をかけ、台湾ヒノキ材を使用して新築されたため、旧本堂は世田谷区桜1丁目の勝光院（曹洞宗）に移築された。善養院は、世田谷20番観世音霊場とされている。

## 境内と文化財
平成2年（1990年）竣工の山門をくぐると、本堂再建供養塔や萬霊塔が目に入る。これらの塔の奥には30体以上の地蔵菩薩像が祀られている。それぞれの地蔵像は制作された年代や姿が異なっていて、古いものは天和（1681年 - 1683年）、元禄（1688年 - 1704年）、享保（1716年 - 1735年）、宝暦（1751年 - 1763年）、安永（1772年 - 1780年）、寛政（1789年 - 1800年）などの年号が読み取れる。地蔵像の脇には、イチョウの大木と釈迦堂が存在する。
本堂正面には山号の「家岳山」を書した扁額が掲げられている。本堂脇には、大きな壺が置かれている。この壺は、江戸時代に使われていた「壺棺」であるという。善養院の本堂と庫裏は、新興住宅地に残る数少ない第2次世界大戦前の寺院建築として貴重な作例であり、平成20年（2008年）、世田谷区登録有形文化財に登録されている。境内墓地には、『お富さん』『別れの一本杉』などのヒット曲で知られる歌手の春日八郎の墓がある。

## 善養院のちんちろりん
善養院には、和尚と古狸が意地を張り合う「善養院のちんちろりん」という昔話が伝わっている。
その昔、いたずら好きの古狸がいて、毎朝善養院のお供え物を盗み食いしていた。和尚は古狸のいたずらに手を焼き、ある日先手を打ってお供え物を隠してしまった。次の朝、和尚が勤行しているとどこからか「和尚さんのちんちろりん」という声が聞こえてくる。和尚は古狸の意趣返しだな、とすぐに気づき「狸のちんちろりん」と言い返した。古狸も負けずに「和尚さんのちんちろりん」と言い返し、憎まれ口の応酬が長々と続いた。夕方には、古狸の声が小さくなりやがて聞こえなくなった。和尚が様子を見に行くと、おなかがすきすぎた古狸は本堂裏で死んでいたという。

## 交通
- 東急田園都市線桜新町駅から徒歩7分。